# غراهام قاي
غراهام قاي (بالإنجليزية: Graham Guy)‏ (15 أغسطس 1983 باسكتلندا في المملكة المتحدة - ) هو لاعب كرة قدم بريطاني في مركز الدفاع. لعب مع نادي سانت ميرين ونادي إيست فيف ونادي سترنرير ‏ وبيرويك راينجرز ونادي كاودينبيث لكرة القدم.

## وصلات خارجية
- غراهام قاي على موقع قاعدة بيانات كرة القدم.إي يو (الإنجليزية)
- غراهام قاي على موقع Soccerbase.com (لاعب) (الإنجليزية)